# Нејкеје
Нејкеје (грч. Νείκεα) су у грчкој митологији била божанства свађе.

## Митологија
Представљени су као група злих демона свађи и притужби. Према Хесиодовој теогонији, родила их је Ерида без учешћа мушкарца, а према Хигину, они су пород Етера и Геје. На неки начин, они се помињу као узрок свађе између Океана и Тетије, када је Хера пожурила да их помири, јер није заборавила да су је они одгајили.

## Тумачење
Према неким изворима, Хесиод у својој „Теогонији“ управо помиње и Нејкеје и Филотас (пријатељство) како би означио шта су крајњи принципи у устројству космоса.